# 阿爾巴雷加斯羅馬橋

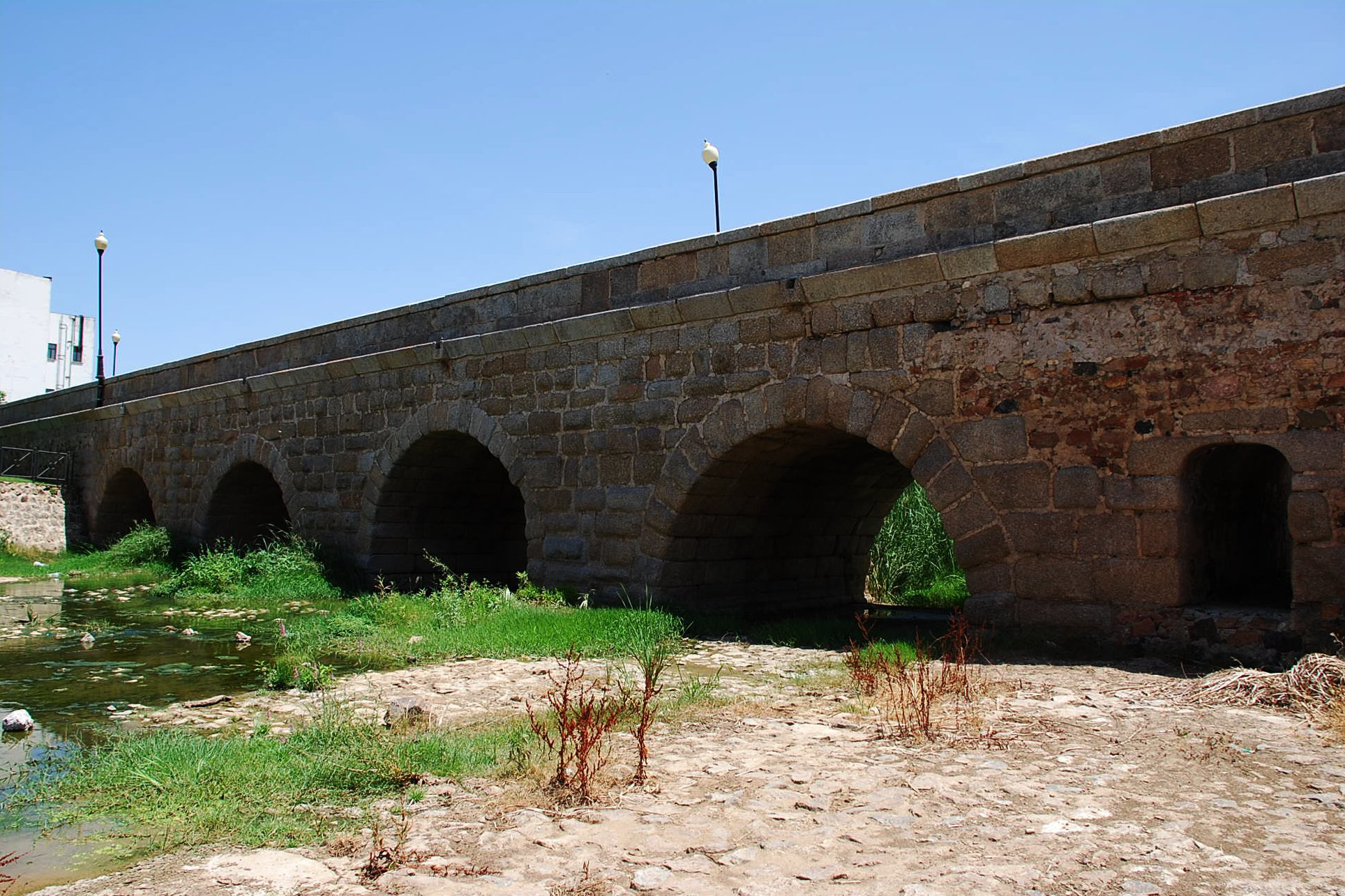

阿爾巴雷加斯羅馬橋（Puente Romano sobre El Albarregas）是西班牙城市梅里達的一座羅馬橋樑。這座橋樑是西班牙國家文物古蹟，並且也是世界文化遺產。